# Temwangaua
Temwangaua ist ein Ort im Osten des Maiana-Atolls in den zum Inselstaat Kiribati gehörenden Gilbertinseln im Pazifischen Ozean mit einer Landfläche von 0,38 km². 2020 hatte der Ort 136 Einwohner.

## Geographie
Temwangaua liegt im Osten des Haupt-Motus von Maiana zwischen Toora im Süden und Tebanga im Nordwesten.

## Klima
Das Klima ist tropisch heiß, wird jedoch von ständig wehenden Winden gemäßigt. Ebenso wie die anderen Orte des Maiana-Atolls wird Temwangaua gelegentlich von Zyklonen heimgesucht.